# Santiago Tangamandapio
Santiago Tangamandapio är en kommunhuvudort i Mexiko.   Den ligger i kommunen Tangamandapio och delstaten Michoacán de Ocampo, i den centrala delen av landet, 400 km väster om huvudstaden Mexico City. Santiago Tangamandapio ligger 1 673 meter över havet och antalet invånare är 9 967.
Terrängen runt Santiago Tangamandapio är kuperad. Runt Santiago Tangamandapio är det tätbefolkat, med 570 invånare per kvadratkilometer. Närmaste större samhälle är Zamora, 16,2 km öster om Santiago Tangamandapio. I omgivningarna runt Santiago Tangamandapio växer huvudsakligen savannskog.